# Tramea binotata
Tramea binotata är en trollsländeart som först beskrevs av Jules Pièrre Rambur 1842.  Tramea binotata ingår i släktet Tramea och familjen segeltrollsländor. Inga underarter finns listade i Catalogue of Life.